# Eugen von Lommel
Eugen Cornelius Joseph von Lommel (Edenkoben, 19 de março de 1837 — Munique, 19 de junho de 1899) foi um físico alemão.
É conhecido pelo polinômio de Lommel e a função de Lommel. Foi orientador de Johannes Stark, Nobel de Física de 1919.
Estudou matemática e física na Universidade de Munique, entre 1854 e 1858. De 1860 a 1865 lecionou física e química na escola do cantão de Schwyz. De 1865 a 1867 lecionou no colégio de Zurique e foi simultaneamente privatdozent no Instituto Federal de Tecnologia de Zurique bem como na escola politécnica. De 1867 a 1868 foi professor de física da Universidade de Hohenheim. Foi finalmente catedrático de física experimental da Universidade de Erlangen-Nuremberga em 1868, e então foi para a Universidade de Munique em 1886, onde faleceu em 1899.

## Obras
- Studien über die Besselschen Funktionen, Leipzig, 1868
- Wind und Wetter, Munique, 1873
- Das Wesen des Lichts, Leipzig, 1874
- Über die Interferenz des gebeugten Lichts, Erlangen, 1874-76
- Lexikon der Physik und Meteorologie, Leipzig, 1882
- Die Beugungserscheinungen geradlinig begrenzter Schirme, Munique, 1886
- Die Beugungsrescheinungen einer kreisrunden Öffnung, Munique, 1884
- Lehrbuch der Experimentalphysik, Leipzig (8. A. 1902)